# Platypholis boninsimae
Platypholis boninsimae är en snyltrotsväxtart som beskrevs av Carl Maximowicz. Platypholis boninsimae ingår i släktet Platypholis och familjen snyltrotsväxter. Inga underarter finns listade i Catalogue of Life.